# Hélène Labarrière
Pour les articles homonymes, voir Labarrière (homonymie).
Hélène Labarrière est une contrebassiste et compositrice française née le 23 octobre 1963 à Neuilly-sur-Seine. Elle évolue principalement dans les domaines du jazz et des musiques improvisées.

## Biographie
Sa famille habite Clichy ; elle en est le cinquième enfant. Ses quatre frères aînés introduisent peu à peu le jazz dans la maison et elle s'initie au piano dès l'âge de 7 ans, tout en se passionnant pour la danse. Elle choisit à seize ans la musique plutôt que la danse, et un autre instrument : la contrebasse. Rapidement, elle donne ses premiers concerts dans des cafés et des restaurants en compagnie d'un guitariste de jazz, Pierre Brunel. 
En 1983, à vingt ans, elle forme son premier groupe "Ladies First" en compagnie de Marie-Ange Martin, Dominique Borker et Micheline Pelzer. Elle joue notamment au club Le Petit Opportun et a l'occasion d'y accompagner Alain Jean-Marie, André Villéger, Gérard Badini, Slide Hampton, Johnny Griffin, Art Farmer, Lee Konitz avec lequel elle enregistrera pour la première fois.
La découverte de Charlie Haden marque un tournant dans sa conception artistique, jusque-là orientée vers les standards. À partir de 1986 elle évolue vers une musique plus aventureuse au sein du quartet d'Eric Barret - avec Marc Ducret et Peter Gritz - et du Malo Vallois 5tet. Elle rencontre le batteur Daniel Humair puis coopère avec le Vienna Art Orchestra. 
Elle fait partie des fondateurs du collectif Incidences en 1991 avec Jean-Marc Padovani, Sylvain Kassap, François Corneloup et Franck Tortiller. Elle forme alors son premier groupe, Machination, en 1993, à l'occasion d'une carte blanche au Festival de Couches. Le groupe se compose de Noël Akchoté, Ingrid Jensen, Corin Curschellas et Peter Gritz. Il emprunte son nom à une chanson de Robert Wyatt, une influence déterminante dans la vie musicale d'Hélène Labarrière. Ce groupe sera pour elle l'occasion d'écrire ses premières compositions, d'affirmer ses choix esthétiques. En 1995, après une longue série de concerts dans tous les festivals d'Europe, elle publie son premier album Machination sur le label Deux Z. 
Elle entame alors une longue collaboration avec Sylvain Kassap avec qui elle fondera deux quartets et se produit toujours, à l'heure actuelle, en duo. 
En 1995, après l'enregistrement d'un album sur le label nato commémorant l'anniversaire de la mort de Buenaventura Durruti, elle fonde avec d'autres le collectif Los Incontrolados et rencontre notamment Tony Hymas et Evan Parker. Avec son frère Jacques Labarrière, elle met en musique des textes de leur frère Dominique Labarrière, écrivain et poète, prématurément disparu. 
À partir des années 2000, elle se rend de plus en plus en Bretagne, et finit par s'installer dans le morbihan. Ce choix personnel ne l'éloigne toutefois pas du milieu du jazz, et lui permet de rencontrer des musiciens différents, notamment de musique bretonne.
Hélène Labarrière travaille aussi avec des comédiens et des chorégraphes, des rappeurs (D' de Kabal) et des slammeurs, avec Denis Colin, Alex Grillo. À travers sa participation au quartet de Jacky Molard, elle découvre la musique traditionnelle bretonne mais s'aventure aussi dans des projets avec des artistes d'Afrique de l'Ouest comme Founé Diarra. Avec Violaine Schwartz, comédienne et chanteuse elle fonde un duo qui réinterprète des chansons réalistes et qui enregistre un album paru en 2011.
L'album Les temps changent, son second album en tant que leader, enregistré en 2007 avec Christophe Marguet, Hasse Poulsen et François Corneloup, reçoit un excellent accueil critique. Les notes de pochette sont signées Robert Wyatt. Le quartet est programmé dans des lieux et festivals importants en France (Nevers d'Jazz, Jazz à Luz, Vague de Jazz...) comme à l'étranger (Saalfelden notamment). 
Hélène Labarrière anime en outre régulièrement des stages dans le cadre du festival Jazz Campus en Clunisois et multiplie les rencontres musicales avec des artistes de tous horizons, allant de la pop aux musiques improvisées en passant par le jazz, les musiques traditionnelles et du monde.

## Discographie

### Sous son nom propre
- 1994 : Machination (Deux Z)
- 2007 : Les temps changent (Emouvance)
- 2011 : J'ai le cafard, avec Violaine Schwartz (inna+/L'autre distribution)
- 2013 : Désordre (inna+/L'autre distribution)

### Collaborations
- 1986 : Lee Konitz, Medium Rare (Label Bleu)
- 1990 : Malo Valois 5tet : Dans les arbres (Pan Music)
- 1989 : Eric Barret 4tet : Vega (Carlyne)
- 1989 : Khalil Chahine : Mektoub (Standard)
- 1992 : Eric Barret 4tet : L'Echappée Belle (All That Blue)
- 1994 : Peter Gritz : All That Blue (Charlotte Records)
- 1996 : (collectif) Buenaventura Durruti (nato)
- 1998 : David Chevallier : (Music Is A) Noisy Business (Deux Z)
- 1998 : Sylvain Kassap Quartet : Strophes (Evidence)
- 2001 : Alex Grillo : L'amour (La Nuit Transfigurée)
- 2001 : Sylvain Kassap : Piccolo, 17.X.2001 (Evidence)
- 2003 : Marc Ducret : Qui Parle ? (Sketch)
- 2004 : Sylvain Kassap : Boat (Evidence)
- 2007 : Jacky Molard Acoustic Quartet (Innacor)
- 2010 : Jacky Molard Quartet & Founé Diarra Trio : N'Diale (Innacor)
- 2010 : François Corneloup Trio : Noir Lumière (Innacor)
- 2012 : Jacky Molard Quartet : Suites
- 2015 : Les Ours du Scorff : Le chant des 2 sources (Keltia Musique)